# Sisyrinchium nanum
Sisyrinchium nanum är en irisväxtart som beskrevs av Rodolfo Amando Philippi. Sisyrinchium nanum ingår i släktet gräsliljor, och familjen irisväxter. Inga underarter finns listade i Catalogue of Life.